# Сун Їнсін
Сун Їнсін (宋应星, 1587 — 1666) — китайський вчений-енциклопедист та мислитель часів династії Мін.

## Життєпис
Народився у 1587 році в повіті Фенсінь, сучасна провінція Цзянсі. Його дід Сун Цзін перед смертю очолював цензорат (1546–1547), старший брат Сун Їншен у 1615 році, як і Сун Їнсін, що отримав середній вчений ступінь цзюйжень, був очільником  Гуанчжоу. Сун Їнсін шість разів брав участь у столичних іспитах в Пекіні на вищий вчений ступінь, але так і не став цзіньши), після чого зосередився на практичних питаннях.
Багато подорожував по країні для збору відомостей про сільське господарство, промисловість, економіку і політику. У 1635–1638 роках викладав у школі повіту Фен'ї (Цзянсі). У 1638 році його призначено судовим інтендантом округи Тінчжоу (сучасний повіт Чантін) провінції Фуцзянь, де прослужив до 1640 року.
З 1641 року керував округом Бочжоу, сучасна провінція Аньхой. Після повалення маньчжурами династії Мін у 1644 році відійшов від справ і вдома вів життя відлюдника. Помер у 1666 році.

## Наукова діяльність

### Економіка
Сун Їнсін пропонував реформи для запобігання кризи у суспільстві. На його думку, багатство створюється продуктивними силами, і гроші не повинні бути його мірилом. Суспільство досягне благоденства при більшому виробництві товарів споживання. У деяких положеннях він збігався з ідеями Адама Сміта.

### Природознавство
Сун Їнсін пояснюв походження та існування всіх речей за допомогою теорії Великої порожнечі єдиної субстанції — пневми і структурують її в тілесні форми сил інь—ян і п'яти елементів (стихій). Він вказував на подібність між живим і неживим, виходячи з єдності складової їхньої пневми-ци. Близько підійшов до принципу збереження матерії. Займався вивченням акустики і зауважував, що поширення звуку відбувається за рахунок хвилеподібної вібрації повітряного середовища.

### Астрономія
Сун Їнсін писав про постійну природну мінливості небесних об'єктів і критикував традиційну теорію, за якою сонячні затемнення корелятивно пов'язані з людськими справами.

### Тянь гун кай у
Вона являє собою прекрасно ілюстровану енциклопедію з трьох цзюанів і 18 глав (пянь). Вона включає 123 забезпечених пояснювальним текстом дереворізів і 33 розділів з детальним описом сільського господарства, ремесел і промислів: вирощування зерна, шовківництва, ткацтва, фарбування, видобутку солі, виробництва цукру, рослинної олії і вина, керамічного і порцелянового виробництва, обробки нефриту та металургії, виготовлення паперу і чорнила, видобутку вугілля, суднобудування і проч. Багато уваги приділено технічним досягненням, і фактичним даним про метали, солі, глини, вапняки, галуни та інші види виробничої сировини, а також усього, що пов'язане з розвідкою, гірництвом і методами переробки корисних копалин.

## Твори
Написав понад десяток книг, з яких збереглися лише п'ять: «Е і» («Неофіційні обговорення»), «Лунь ці» («Судження про пневме-ці»), «Тань тянь» («Бесіди про небо»), «Си лянь ши» («Поема про задуми та жаль») і «Тянь гун кай у» («Розкриття природних речей, явлені небом», (інший переклад — «Використання дарів неба (природи)»). Перша створена у 1636 році, решта — у 1637 році. Втрачені такі твори, як фонологічний «Хуа інь гуй чжен» («Повернення до правильного зображенню звуків»), «Мей лі цзянь» («Пояснення великої користі»), «Чжи янь ши чжун» («Десять хитромудрих промов»).

## Інтернет-ресурси
- Song Yingxing at China-corner.com
- Song Yingxing at Jongo Knows
- Tiangong Kaiwu Picture Gallery at ECHO
- Chapter 13, Papermaking, at rice-paper.com
- Tiangong Kaiwu at Orientaldiscovery.com